# Geotagging

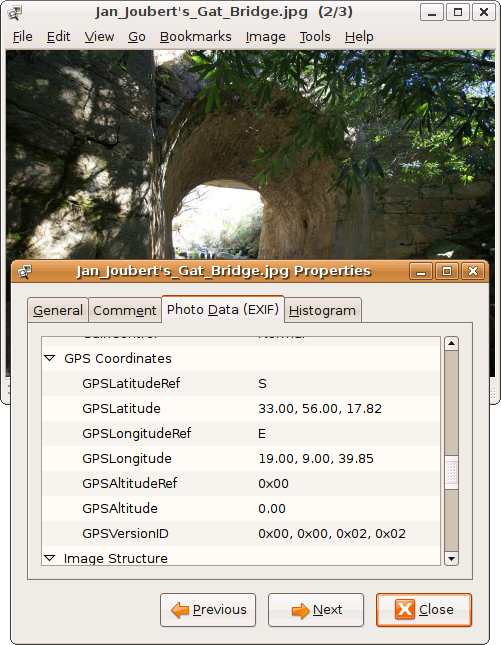
Foto die is voorzien van een Geotag

Geotagging (ook wel geschreven als GeoTagging) is het proces om media te voorzien van gps-coördinaten. Onder media kan worden verstaan een foto, video, website, sms of RSS feeds. Meestal wordt geotagging gebruikt voor foto's. De coördinaten die wordt toegevoegd bestaat meestal uit een breedte- en lengtegraad, maar ook hoogte, richting en nauwkeurigheid van de gps-meting kan via deze techniek vastgelegd worden.

## Voordelen
Geotagging biedt vele voordelen:
- van media is duidelijk waar deze gemaakt zijn;
- media kunnen gecategoriseerd worden op basis van plaats, provincie, land etc.;
- andere foto's die dichtbijgelegen gemaakt zijn, kunnen snel opgezocht worden (via internet).

Sinds 2009 worden zoekdiensten van Google, Yahoo! en Bing beter in het herkennen van de locatie van de eindgebruiker. Als proef worden er geo-gerichte zoekresultaten geboden. Een goed voorbeeld hiervan Google News.

## Nadelen
Geotagging biedt ook nadelen, zoals:
- privacyredenen;
- onbedoeld de locatie vrijgeven van kostbare goederen;
- beroemdheid die de locatie van zijn vakantiehuis vrijgeeft.

## Proces

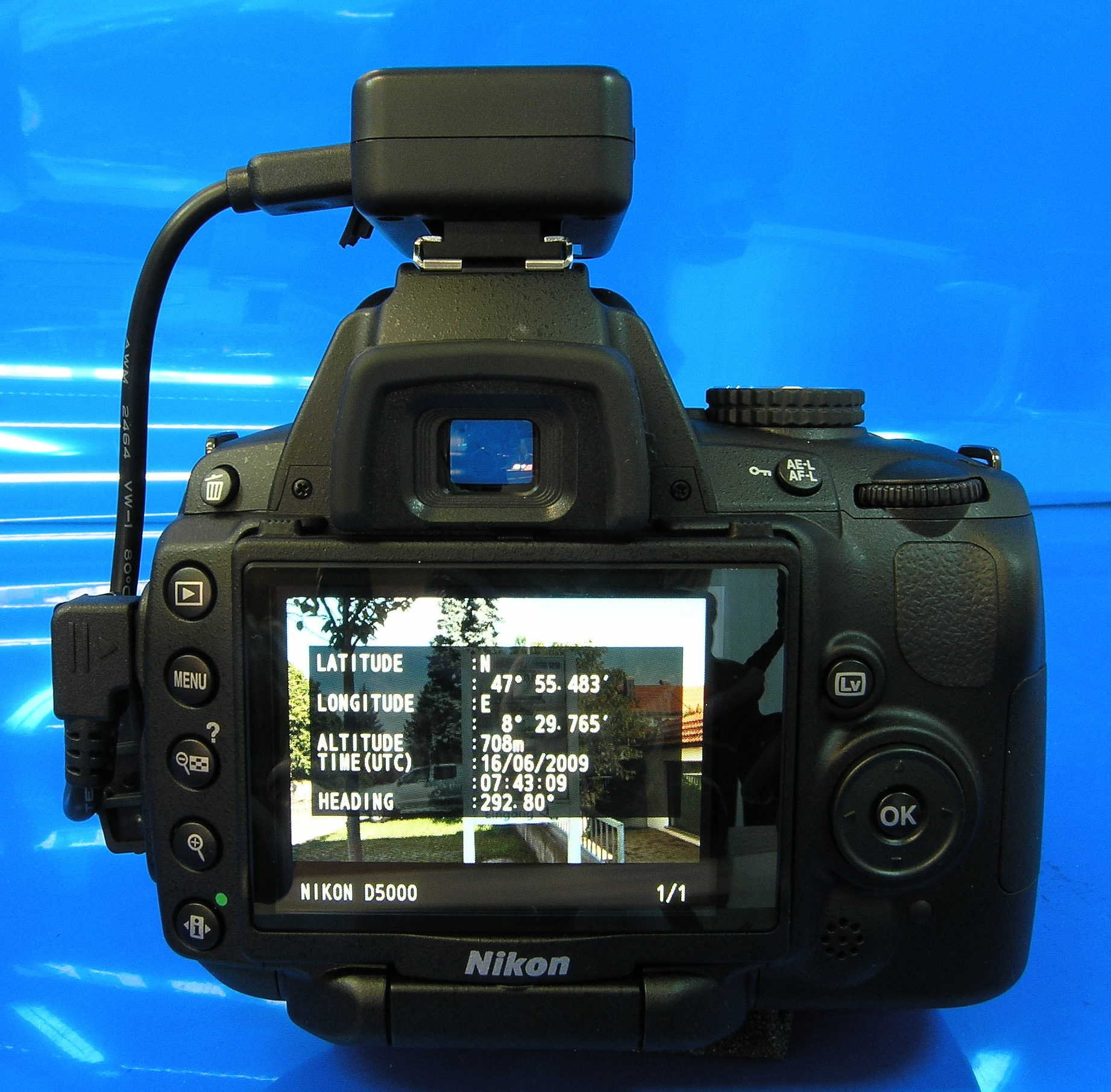
Een digitale fotocamera voorzien van een opsteek-gps-ontvanger waarmee foto's bij de opname van gps-coördinaten worden voorzien

Er zijn twee manieren van "geotaggen":
1. geotaggen bij opname
2. geotaggen na opname

Het geotaggen bij opname kan bijvoorbeeld met een moderne foto- of videocamera's die is voorzien van een ingebouwde gps-ontvanger. Als de media van het apparaat worden gehaald, zijn deze voorzien van een geotag. Een voorbeeld van een apparaat dat dit automatisch doet, is de iPhone.
De andere methode is het geotagging na de opname. Dit kan bijvoorbeeld met een losse gps-ontvanger, waarmee de track was vastgelegd en een programma. Nadat de gps-track en de foto's zijn geüpload naar een PC, kan met een softwareprogramma op basis van tijd de gps-informatie aan de foto's gekoppeld worden. Voorwaarde hierbij is dat de klokken van de gps-ontvanger en het camera gelijk lopen of het tijdsverschil softwarematig achteraf gecorrigeerd kan worden. Voorbeelden van programma's die in staat zijn een gps-track op te pakken en ten behoeve van het Geotaggen zijn GeoSetter, Perfils, gpsPhoto, GPSPhotoLinker, WWMX Locatie Stamper, OziPhotoTool, RoboGeo, GPS-Foto Link en PhotoMapper.
Ook is het mogelijk om handmatig de locatie van een foto in te stellen, bijvoorbeeld via websites en sociale netwerken als Panoramio, Flickr, Picasaweb, Tagzania, Zooomr, enz. Indien bekend is waar een foto genomen is (of een object zich bevindt) kan in veel kaartviewers, zoals OpenStreetMap, de coördinaten bepaald worden door op de juiste plek in de kaart te klikken.

## Techniek

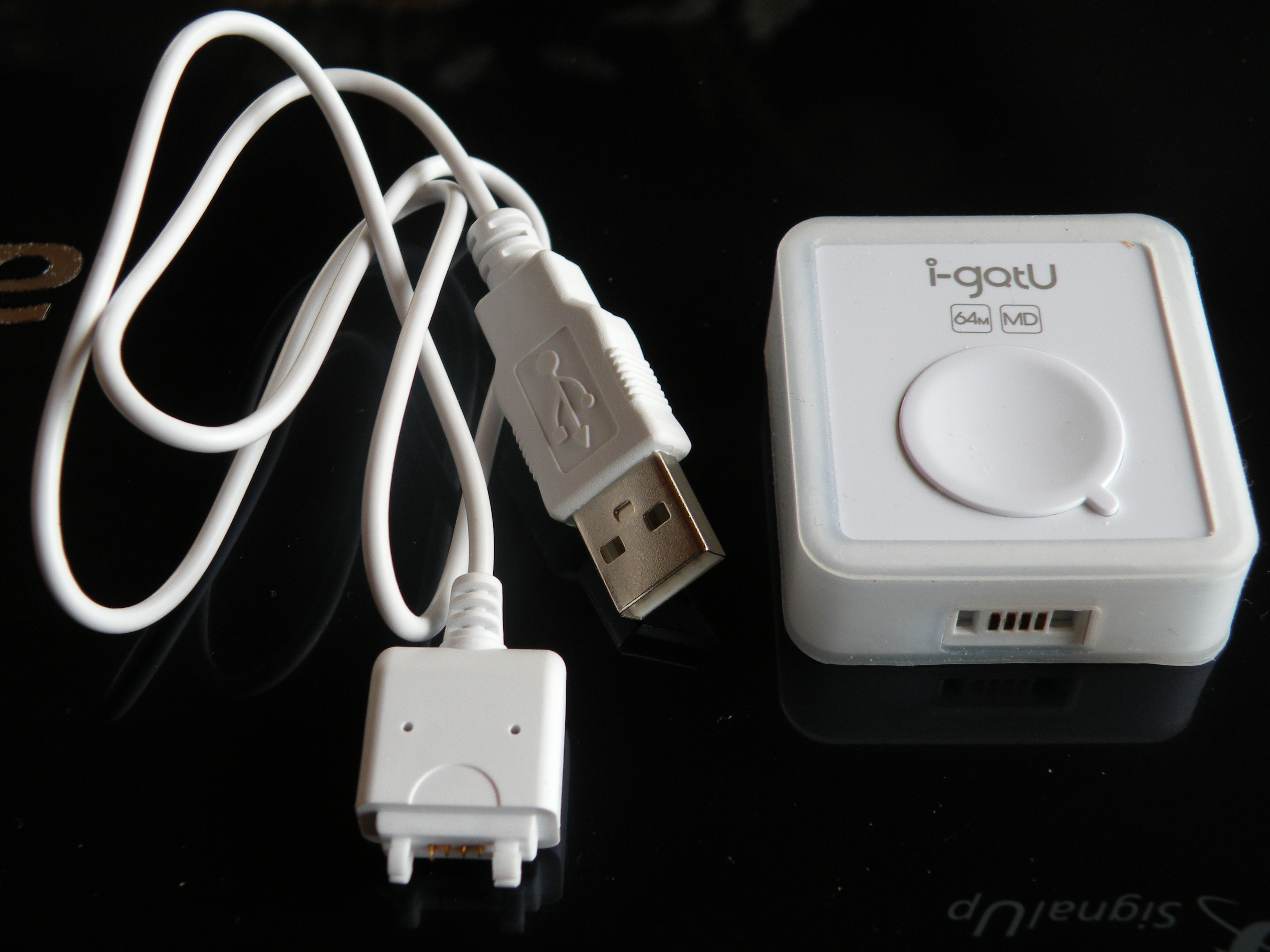
Losse geotagger, de i-gotU GT 600

De geotag-informatie wordt als volgt opgeslagen:
| Media     | Opslagplek                        |
| --------- | --------------------------------- |
| JPEG      | EXIF                              |
| Sms       | Geo-uri's                         |
| DNS       | Loc resource records              |
| HTML      | Metatags, microformat of RDF-tags |
| Wikipedia | Gps-sjablonen                     |

## Geocoding
Gerelateerd aan geotagging is geocoding. Hiermee wordt het proces bedoeld van het toevoegen van coördinaten aan media op basis  an locatieaanduidingen die niet uit coördinaten bestaan, zoals een straatnaam.